# Koen Bijen
Koen Bijen (* 27. Juli 1998 in Leiden) ist ein niederländischer Hockeyspieler. Er gewann 2024 olympisches Gold mit der niederländischen Nationalmannschaft, 2023 war er Europameister und Weltmeisterschaftsdritter.

## Sportliche Karriere
2019 wurde Bijen mit der niederländischen Juniorenauswahl Dritter bei der Junioren-Europameisterschaft.
Ende 2021 debütierte er in der Nationalmannschaft. In 66 Länderspielen erzielte der Angriffsspieler 28 Tore (Stand 8. August 2024).
Im Januar 2023 bei der Weltmeisterschaft in Bhubaneswar bezwangen die Niederländer im Viertelfinale die Mannschaft aus Südkorea mit 5:1. Im Halbfinale unterlagen die Niederländer den Belgiern im Shootout. Das Spiel um Bronze gewannen sie mit 3:1 gegen die Australier. Bijen war in allen sechs Spielen dabei und erzielte insgesamt fünf Treffer.
Im August 2023 bei der Europameisterschaft in Mönchengladbach gewannen die Niederländer im Halbfinale mit 3:2 gegen Belgien und im Finale 2:1 gegen England. Bijen schoss in den fünf Spielen des Turniers vier Tore.
Im August 2024 bei den Olympischen Spielen in Paris besiegten die Niederländer im Viertelfinale die Australier mit 2:0. Nach einem 4:0-Sieg im Halbfinale gegen die Spanier gewannen die Niederländer im Endspiel gegen die Deutschen im Shootout, nachdem es am Ende der regulären Spielzeit 1:1 gestanden hatte. Bijen wirkte in allen acht Spielen mit und traf einmal in der Vorrunde. Am Shootout im Finale war er nicht beteiligt.
Auf Vereinsebene begann Koen Bijen bei Haagsche Delftsche Mixed und spielte dann bei HC Klein Zwitserland. 2020 wechselte er zu HC ’s-Hertogenbosch.